# Španělsko na zimních olympijských hrách
Španělsko na zimních olympijských hrách startuje od roku 1936. Toto je přehled účastí, medailového zisku a vlajkonošů na dané sportovní události.

## Účast na Zimních olympijských hrách
| Dějiště ZOH                 | ZOH      | Vlajkonoš                                          | Zlatá medaile | Stříbrná medaile | Bronzová medaile | Celkem |
| --------------------------- | -------- | -------------------------------------------------- | ------------- | ---------------- | ---------------- | ------ |
| 1936 Garmisch-Partenkirchen | ZOH 1936 | Jesús Suárez                                       |               |                  |                  | 0      |
| 1948 Svatý Mořic            | ZOH 1948 | José Arias                                         |               |                  |                  | 0      |
| 1952 Oslo                   | ZOH 1952 | Luis Arias                                         |               |                  |                  | 0      |
| 1956 Cortina d'Ampezzo      | ZOH 1956 | Luis Sánchez                                       |               |                  |                  | 0      |
| 1960 Squaw Valley           | ZOH 1960 | Aurelio García                                     |               |                  |                  | 0      |
| 1964 Innsbruck              | ZOH 1964 | Jorge Rodríguez                                    |               |                  |                  | 0      |
| 1968 Grenoble               | ZOH 1968 | Aurelio García                                     |               |                  |                  | 0      |
| 1972 Sapporo                | ZOH 1972 | Francisco Fernández Ochoa                          | 1             |                  |                  | 1      |
| 1976 Innsbruck              | ZOH 1976 | Francisco Fernández Ochoa                          |               |                  |                  | 0      |
| 1980 Lake Placid            | ZOH 1980 | Francisco Fernández Ochoa                          |               |                  |                  | 0      |
| 1984 Sarajevo               | ZOH 1984 | Blanca Fernández Ochoa                             |               |                  |                  | 0      |
| 1988 Calgary                | ZOH 1988 | Ainhoa Ibarra                                      |               |                  |                  | 0      |
| 1992 Albertville            | ZOH 1992 | Blanca Fernández Ochoaová                          |               |                  | 1                | 1      |
| 1994 Lillehammer            | ZOH 1994 | Ainhoa Ibarra                                      |               |                  |                  | 0      |
| 1998 Nagano                 | ZOH 1998 | Juan Jesús Gutiérrez                               |               |                  |                  | 0      |
| 2002 Salt Lake City         | ZOH 2002 | Iker Fernández                                     |               |                  |                  | 0      |
| 2006 Turín                  | ZOH 2006 | María José Rienda                                  |               |                  |                  | 0      |
| 2010 Vancouver              | ZOH 2010 | Queralt Castellet                                  |               |                  |                  | 0      |
| 2014 Soči                   | ZOH 2014 | Javier Fernández (zahájení) Laura Orgué (ukončení) |               |                  |                  | 0      |
| 2018 Pchjongčchang          | ZOH 2018 | Lucas Eguibar                                      |               |                  | 2                | 0      |
| 2022 Peking                 | ZOH 2022 | Queralt Castellet Ander Mirambell                  |               | 1                |                  | 1      |
| 2026 Milán                  | ZOH 2026 |                                                    |               |                  |                  |        |
| Celkem                      | 21       |                                                    | 1             | 1                | 3                | 5      |
| Zdroj na Olympedia.org      |          |                                                    |               |                  |                  |        |